# Kasselaid
Kasselaid est une île d'Estonie dans le golfe de Riga.

## Géographie
Elle est située à 300 mètres à l'Est d'Abruka en mer Baltique et fait partie de la commune de Kaarma. 